# Gran Premio del Belgio 2022
Il Gran Premio del Belgio 2022 è stata la quattordicesima prova della stagione 2022 del campionato mondiale di Formula 1. La gara si è disputata domenica 28 agosto sul circuito di Spa-Francorchamps ed è stata vinta dall'olandese Max Verstappen su Red Bull Racing-RBPT, al ventinovesimo successo in carriera; Verstappen ha preceduto all'arrivo il suo compagno di squadra, il messicano Sergio Pérez, e lo spagnolo Carlos Sainz Jr. su Ferrari.
All'intero weekend di gara hanno assistito 360 000 spettatori, allora nuovo record per il Gran Premio del Belgio sul circuito di Spa-Francorchamps.

## Vigilia

### Sviluppi futuri
La scuderia britannica Williams annuncia che il pilota di Formula 2 per il team britannico Carlin Motorsport, e di riserva per la scuderia di Grove, lo statunitense Logan Sargeant, esordisce in un weekend di gara di Formula 1 nel Gran Premio di casa, quello degli Stati Uniti d'America, in programma il successivo 23 ottobre, al posto del pilota titolare canadese Nicholas Latifi, durante la prima sessione di prove libere del venerdì. La scuderia statunitense Haas annuncia l'impiego del pilota di Formula E per il team statunitense Dragon Penske Autosport, e di riserva della scuderia oltre che di riserva della Ferrari e dell'Alfa Romeo, l'italiano Antonio Giovinazzi, nella prima sessione di prove libere del Gran Premio d'Italia, in programma l'11 settembre, e anch'egli in quello degli Stati Uniti d'America a ottobre, al posto del pilota titolare tedesco Mick Schumacher nella gara italiana e di quello danese Kevin Magnussen nella gara statunitense. A partire da questo campionato, secondo il regolamento sportivo, tutte le dieci squadre iscritte al campionato hanno l'obbligo di schierare, durante le sessioni di prove libere, almeno due piloti giovani. Le squadre hanno un numero prestabilito di sessioni nelle quali schierare dei giovani debuttanti.
La Federazione conferma la data in calendario nella stagione successiva del Gran Premio d'Australia. Esso sarà disputato nella data del 2 aprile e sarà il terzo Gran Premio della stagione, dopo i Gran Premi di Bahrein e Arabia Saudita, come avvenuto nel corso di questo campionato. La gara sarà anche appuntamento, per la prima volta, delle categorie di contorno alla Formula 1, Formula 2 e Formula 3. Il Gran Premio d'Australia viene inoltre designato come gara d'apertura dei mondiali 2024 e 2025. L'organo mondiale dell'automobilismo allo stesso tempo annuncia che il Gran Premio di Francia, a partire dal prossimo campionato, non si disputerà. Il Gran Premio tornò a far parte del calendario del campionato mondiale nella stagione 2018 sul circuito Paul Ricard, già sede in passato della corsa per diverse edizioni. L'edizione del 2020 della gara, insieme a numerosi altri Gran Premi, non ebbe luogo a causa delle problematiche dettate dalla pandemia di COVID-19.
Il Consiglio Mondiale dell'Automobilismo approva le power unit di Formula 1 che esordiranno nella stagione 2026, comunicando le quattro linee guida alle quali i nuovi propulsori dovranno attenersi, ossia mantenimento dello spettacolo, sostenibilità ambientale, finanziaria e potere di attrattiva per i costruttori che vogliono entrare nella massima categoria. A partire dal 2023, viene stabilito che le vetture saranno alzate di 15 mm per sconfiggere il fenomeno del saltellamento delle vetture in pieno rettilineo noto come "porpoising". L'altezza della gola del diffusore viene anch'essa aumentata. A seguito dell'incidente occorso al pilota cinese dell'Alfa Romeo, Zhou Guanyu, nelle prime fasi del Gran Premio di Gran Bretagna, dove il roll bar, una volta impattato con l'asfalto, ha ceduto, la Federazione annuncia nuove modifiche. Una modifica renderà arrotondata la parte superiore dei roll bar, diminuendo la possibilità che si incastri nell'asfalto durante un incidente; una modifica verterà poi sull'altezza minima per il punto di applicazione del test di omologazione; la creazione di un nuovo test di omologazione in cui il carico applicato spingerà il roll bar in avanti; la definizione di nuovi test da eseguire attraverso un calcolo. In ottica 2024, infine, l'intenzione è quella di arrivare a una revisione significativa dei test del roll bar per garantire che le auto del futuro possano resistere a carichi significativamente più severi.
Nella prossima stagione, il peso minimo delle vetture scende da 798 a 796 kg, ritornando così al valore inizialmente preventivato per il campionato in corso e successivamente alzato su richiesta delle squadre. Il peso minimo della power unit viene aumentato da 150 a 151 kg, per far fronte alla maggiore resistenza richiesta alle viti di fissaggio del propulsore al telaio. La temperatura della benzina continua a dover essere non inferiore ai 10 °C in meno rispetto alla temperatura ambiente, fino al minimo di 10 °C, contrariamente alla soglia di 20 °C attualmente in uso. I regolamenti aggiornati prevedono l'introduzione di una valvola di sfogo per i vapori interni al serbatoio del carburante, con una pressione massima interna fissata a 1 bar. Il fondo delle vetture deve essere più rigido, con un giro di vite sui test di flessibilità. Fino a una distanza di 950 mm in avanti dalle ruote posteriori, sotto l’applicazione di un carico verticale di 250 N verso il basso, il fondo non può flettersi più di 5 mm, contro gli 8 attualmente concessi. Durante l’applicazione di 250 N di carico verticale verso l’alto invece la massima flessione è di 5 mm, in contrasto con i 12 mm attualmente accettati. Per quanto riguarda il plank, l’asse di resina che corre longitudinalmente sotto la monoposto, i fori per la misurazione dello spessore e dell’usura a fine gara scendono da sei a quattro. Altri correttivi riguardano il roll bar: il regolamento impone un raggio minimo di curvatura di 20 mm e, ad altezze superiori a 950 mm rispetto al piano di riferimento posto sul fondo, una sezione strutturale di 6000 mm² in proiezione verticale. In precedenza, la normativa richiedeva una sezione di 10 000 mm² ad un’altezza però di soli 910 mm. Viene introdotto un secondo test di carico che include l’applicazione di un carico orizzontale in avanti di 49 kN, equivalente a quasi 5 tonnellate. A partire dal 2026, anche il nuovo ciclo di propulsori sarà caratterizzato da un numero di elementi contingentati in nome della diminuzione dei costi. Nel 2026 le power unit saranno formate dal motore a combustione interna, dal turbocompressore e dell'MGU-K, senza più la presenza dell'MGU-H. Ogni pilota potrà utilizzare nell’arco dell’intero campionato quattro motori a combustione interna, quattro turbocompressori e tre MGU-K, con altrettante batterie. Ogni elemento extra porterà a delle penalità sulla griglia di partenza. Inoltre, verranno dimezzati i sistemi di scarico, da otto a quattro, senza possibilità di poterli scambiare da un propulsore all’altro. Dal 2027 invece i motori a combustione interna e i turbocompressori a disposizione saranno tre, con a disposizione due MGU-K e due batterie.
Oltre alle normative tecniche è stato anche ufficializzato il nuovo tetto di spese che fisserà dunque un limite agli investimenti che i diversi costruttori potranno profondere nella ricerca e nella produzione dei motori. Secondo quanto riportato dal documento ufficiale pubblicato dalla Federazione, dal 2023 al 2025 i motoristi potranno spendere fino a 95 milioni di dollari all’anno per i motori, dal 2026 in poi il tetto di spesa si alzerà a 130 milioni di dollari, cinque in meno rispetto ai 135 a disposizione per la progettazione e lo sviluppo delle monoposto. I 135 milioni per le vetture saranno effettivi dal 2023 dopo la graduale discesa stabilita a partire dal 2021, ovvero 145 nel 2021, 140 nel 2022 e 135 dal 2023 in poi.

### Aspetti tecnici
Per questo Gran Premio la Pirelli, fornitore unico degli pneumatici, offre la scelta tra gomme di mescola C2, C3 e C4, la tipologia di pneumatici che caratterizza la gamma centrale del genere di coperture messe a disposizione dall'azienda italiana, la stessa scelta utilizzata per l'ultima volta nel precedente Gran Premio d'Ungheria, corso a fine luglio, prima della pausa estiva obbligatoria della durata di tre settimane. A partire dall'edizione 2020 del Gran Premio, l'azienda italiana ha sempre nominato la stessa tipologia. Allo stesso tempo, la Pirelli nomina gli pneumatici per i successivi Gran Premi d'Olanda e d'Italia, in programma agli inizi di settembre, i quali, insieme al Gran Premio del Belgio, vengono disputati tutti a una settimana di distanza dall'altra, come avvenuto nella precedente stagione.
La Federazione conferma le due tradizionali zone del Drag Reduction System in uso dall'edizione 2013 della gara quando l'organo mondiale dell'automobilismo decise di aumentare sul circuito di Spa-Francorchamps a due i tratti in cui utilizzare il dispositivo mobile, dopo l'unica precedente zona utilizzata dal 2011, stagione in cui il dispositivo fu introdotto nella categoria, fino alla stagione successiva, al fine di favorire i sorpassi. I piloti possono attivare l'alettone mobile posteriore sul lungo rettilineo tra la curva 4 e la curva 5, con punto per la determinazione del distacco tra piloti posto prima della seconda curva, e sul rettilineo principale dei box, il nuovo tratto aggiuntivo introdotto in seguito, con detection point fissato prima della curva 18.
Dalla disputa del Gran Premio durante la precedente stagione, il circuito di Spa-Francorchamps è stato successivamente sottoposto a un'importante riqualificazione delle strutture di sicurezza, pianificata dalla stagione 2020. Il tratto di pista che caratterizza il complesso dell'Eau Rouge/Radillion, nel primo settore, vede adesso ampliate le vie di fuga, con la ghiaia introdotta al posto dell'asfalto. Le modifiche sono state apportate in risposta a diversi grandi incidenti negli ultimi anni in questa sezione del tracciato, incluso l'incidente mortale occorso al pilota francese di Formula 2 Anthoine Hubert durante la gara della stagione 2019. La ghiaia è ora presente anche in altri punti critici della pista, come alla curva 1 (La Source), alle curve 7, 8 e 9 (Les Combes), alle curve 15 e 16 (Stavelot) e alle curve 17 e 18 (Blanchimont). Nel progetto di riqualificazione è rientrato anche un ampliamento delle tribune per poter ospitare più pubblico all'interno del circuito. Questo ha comportato la distruzione del famoso e caratteristico chalet che dominava il paddock dell'Eau Rouge. In questa zona sono state costruite nuove tribune e aree VIP. Inoltre, di fronte ai vecchi box, è stata demolita la tribuna coperta per farne spazio ad una nuova. In tutto, il circuito ha aumentato di 13 000 i posti disponibili in tribuna, con un investimento di ristrutturazione di 80 milioni di euro. I lavori, iniziati nel mese di novembre 2021, sono terminati a marzo 2022. Lo scorso maggio, la 6 Ore di Spa-Francorchamps, e lo scorso luglio, la 24 Ore di Spa, sono state le prime categorie a correre sul rinnovato circuito.
Il circuito ha mantenuto la lunghezza di 7 004 km. La curva 9 consiste adesso di due versioni utilizzabili sia per le vetture che per le moto. Le barriere di protezione e le recinzioni sono state riallineate, con la sostituzione di alcuni cordoli. Il pannello luminoso numero 3, posto all'esterno sulla sinistra nel tratto in discesa prima della curva 2, viene leggermente spostato più avanti, dopo le modifiche apportate al tracciato, mentre il pannello luminoso numero 10, posto sulla sinistra prima della curva 9, viene leggermente spostato più indietro. Il tracciato è stato riasfaltato in alcuni punti, al fine di migliorare gli standard di sicurezza anche per accogliere il ritorno delle competizioni motociclistiche. Parte del nuovo manto stradale è stato posto 100 m prima e 100 m dopo del complesso dell'Eau Rouge/Radillion, con la via di fuga esterna estesa fino a 25 m, così come nuovo asfalto steso tra la curva 8 e l'uscita della curva 9. Alla curva Eau Rouge è stato introdotto un nuovo cordolo con una larghezza di 1.60 m e con la prima curva della salita verso sinistra ancor meno accentuata rispetto al passato. Una nuova variante verso sinistra potrebbe essere reintrodotta in futuro in base a quello che è il feedback dei piloti dopo questa edizione. Alla curva 5 e alla curva 6 nuove barriere di protezione e nuove recinzioni sono state installate. Alla curva 7 il cordolo in uscita è stato ridotto in larghezza. Tra la curva 10 e la curva 11 è stata introdotta la ghiaia nella via di fuga esterna, con le barriere riallineate. La ghiaia è stata aggiunta anche tra le curve 12 e 13, 14 e 15 e alle curve 17 e 18. La ghiaia, posizionata tra metà curva e la propria uscita, impedisce adesso ai piloti di superare i limiti del tracciato.
La Federazione rende noto che al termine della gara del precedente Gran Premio d'Ungheria, tra le prime dieci vetture classificate è stata sorteggiata la Mercedes di Lewis Hamilton per le verifiche tecniche. Le ispezioni hanno riguardato il volante con l'elettronica interna, i cablaggi collegati e i sistemi di software. Tutti i componenti ispezionati sono risultati essere conformi al regolamento tecnico.
Prima dell'inizio della prima sessione di prove libere del venerdì, sulla vettura di George Russell, Lewis Hamilton, Daniel Ricciardo, Lance Stroll, Sebastian Vettel, Alexander Albon e Nicholas Latifi viene installata la terza unità relativa al motore a combustione interna. Sulla vettura di Russell, Ricciardo, Stroll, Vettel, Albon e Latifi viene installata la terza unità relativa al turbocompressore e all'MGU-H. Sulla vettura di Hamilton, Ricciardo, Stroll, Albon e Latifi viene installata la terza unità relativa all'MGU-K. Sulla vettura di Ricciardo viene installata la seconda unità relativa al sistema di recupero dell'energia e all'unità di controllo elettronico. Sulla vettura di Ricciardo, Stroll, Vettel, Albon e Latifi viene installata la terza unità relativa all'impianto di scarico. Tutti i piloti non sono penalizzati sulla griglia di partenza in quanto i nuovi componenti rientrano tra quelli utilizzabili nel numero massimo stabilito dal regolamento tecnico.
Sulla vettura di Max Verstappen viene installata la quarta unità relativa al motore a combustione interna, al turbocompressore, all'MGU-H e all'MGU-K, la seconda unità relativa al sistema di recupero dell'energia e all'unità di controllo elettronico, e la sesta unità relativa all'impianto di scarico. Il pilota olandese della Red Bull Racing è costretto a partire dal fondo dello schieramento in quanto i primi quattro nuovi componenti installati superano quelli utilizzabili nel numero massimo stabilito dal regolamento tecnico. Sulla vettura di Lando Norris viene installata la quarta unità relativa al motore a combustione interna, al turbocompressore e all'MGU-H, la seconda unità relativa al sistema di recupero dell'energia e all'unità di controllo elettronico, e la quinta unità relativa all'impianto di scarico. Il pilota britannico della McLaren è costretto a partire dal fondo dello schieramento in quanto i primi tre nuovi componenti installati superano quelli utilizzabili nel numero massimo stabilito dal regolamento tecnico. Sulla vettura di Esteban Ocon viene installata la quarta unità relativa al motore a combustione interna, al turbocompressore, all'MGU-H e all'MGU-K, la terza unità relativa al sistema di recupero dell'energia e all'unità di controllo elettronico, e la quarta unità relativa all'impianto di scarico. Il pilota francese dell'Alpine è costretto a partire dal fondo dello schieramento in quanto i primi sei nuovi componenti installati superano quelli utilizzabili nel numero massimo stabilito dal regolamento tecnico. Sulla vettura di Valtteri Bottas viene installata la quinta unità relativa al motore a combustione interna e la sesta unità relativa al turbocompressore e all'MGU-H. Il pilota finlandese dell'Alfa Romeo è penalizzato di 15 posizioni sulla griglia di partenza in quanto i nuovi componenti installati superano quelli utilizzabili nel numero massimo stabilito dal regolamento tecnico. Sulla vettura di Charles Leclerc viene installata la quinta unità relativa all'MGU-K e la terza unità relativa al sistema di recupero dell'energia. Il pilota monegasco della Ferrari è penalizzato di 15 posizioni sulla griglia di partenza in quanto i nuovi componenti installati superano quelli utilizzabili nel numero massimo stabilito dal regolamento tecnico. Sulla vettura di Mick Schumacher viene installata la terza unità relativa all'unità di controllo elettronico. Il pilota tedesco della Haas è penalizzato di dieci posizioni sulla griglia di partenza in quanto il nuovo componente installato supera quelli utilizzabili nel numero massimo stabilito dal regolamento tecnico.
La quarta scatola del cambio e la quarta trasmissione viene installata sulla vettura di Carlos Sainz Jr., Ricciardo e Vettel. La quarta trasmissione viene installata sulla vettura di Bottas e Zhou Guanyu. Tutti i piloti non sono penalizzati sulla griglia di partenza in quanto i nuovi componenti rientrano tra quelli utilizzabili nel numero massimo stabilito dal regolamento tecnico.
La quinta scatola del cambio viene installata sulla vettura di Leclerc, Bottas e Schumacher. La quinta trasmissione viene installata sulla vettura di Verstappen, Leclerc e Schumacher. Tutti i piloti sono penalizzati sulla griglia di partenza in quanto i nuovi componenti installati superano quelli utilizzabili nel numero massimo stabilito dal regolamento tecnico. Leclerc e Schumacher sono penalizzati di dieci posizioni, Bottas e Verstappen di cinque.
Prima dell'inizio della terza sessione di prove libere del sabato, viene stabilito che per aiutare a mitigare eventuali differenze di velocità, i piloti, nei propri giri di lancio o in quelli lenti, devono rimanere fuori traittoria ove possibile tra le curve 16 e 18. Alla curva 6 vengono rimossi i tre dossi presenti nella via di fuga. Alla curva 9 viene effettuata la rimozione del cordolo provvisorio.

### Aspetti sportivi
Il Gran Premio rappresenta il quattordicesimo appuntamento stagionale a distanza di quattro settimane dalla disputa del Gran Premio d'Ungheria, tredicesima gara del campionato. È l'ottava gara complessiva del campionato nel vecchio continente, la quinta consecutiva a disputarsi in Europa, così come l'unica prova nel mese di agosto, la terza della seconda parte di stagione, e la prima gara dopo la pausa estiva obbligatoria della durata di tre settimane. Il contratto per la disputa del Gran Premio del Belgio nel calendario del campionato mondiale di Formula 1, sempre sul circuito di Spa-Francorchamps, ha una valenza fino al termine della stagione corrente. Sponsor del Gran Premio è, come avvenuto fin dall'edizione 2020, la società svizzera produttrice di orologi Rolex. Il Gran Premio è il primo di un trittico di gare, l'unico di questo campionato, insieme ai successivi Gran Premi d'Olanda e d'Italia, in programma agli inizi di settembre, tutti da disputarsi a una distanza di una settimana dall'altra, occorrenza già verificatasi nella precedente stagione quando il ritorno del Gran Premio d'Olanda nel calendario del campionato mondiale di Formula 1 fu collocato dalla Federazione tra il Gran Premio belga e quello italiano. La disputa di tre Gran Premi per tre settimane consecutive avvenne, per la prima volta in assoluto nella storia della categoria, nel campionato 2018, in un'occasione, e successivamente per tre volte ciascuno nelle ultime due precedenti stagioni.
Per evitare che il Gran Premio venga rimosso dal calendario mondiale per le successive stagioni, gli organizzatori dell’evento esprimono la loro volontà di rinnovare l’accordo con la Formula 1 anche in futuro, ribadendo l’intenzione con ingenti investimenti extra-sportivi per il mantenimento dell’appuntamento belga. Sono attesi 360 000 spettatori nel corso del weekend di gara, il quale rappresenta il record assoluto per il Gran Premio. È consentita la capienza massima per gli spettatori sulle tribune dopo che nell'edizione precedente il limite fu fissato a 75 000 spettatori a causa della pandemia di COVID-19. Alcuni piloti, tra cui il britannico della McLaren Lando Norris, il francese dell'AlphaTauri Pierre Gasly e il messicano della Red Bull Racing Sergio Pérez, esprimono disapprovazione che il circuito belga possa essere omesso dai calendari futuri, nella speranza che questa non sia l'ultima edizione. Il campione del mondo della scuderia austriaca, l'olandese Max Verstappen, descrive il tracciato come il suo preferito, affermando che sarebbe un peccato se il circuito fosse rimosso nelle successive stagioni. Anche il campione del mondo 2009 con la Brawn GP, il britannico Jenson Button, fa un appello per salvare lo storico circuito belga. Gli organizzatori, allo stesso tempo, impongono dieci regole agli spettatori che assistono alla gara per evitare una simile situazione accaduta nel Gran Premio d'Austria corso a inizio luglio dove i tifosi olandesi furono accusati di discriminazioni omofobe e insulti razzisti verso alcuni piloti. Il giorno della gara, il contratto per la disputa del Gran Premio nel calendario del mondiale viene rinnovato anche per la stagione successiva.
Presente nel calendario del campionato mondiale di Formula 1 fin dall'edizione inaugurale del 1950 e valido quale prova della categoria dallo stesso anno, il Gran Premio del Belgio, insieme a quelli di Monaco, Svizzera, Francia, Gran Bretagna e Italia, compresa un'edizione della 500 Miglia di Indianapolis valida per il mondiale, fu una delle prove che caratterizzò il calendario dell'edizione inaugurale del mondiale di Formula 1. Il Gran Premio vede la disputa della sua settantottesima edizione, la sessantasettesima valida per il mondiale. Il circuito di Spa-Francorchamps, sede attuale della gara e su diverse configurazioni, la cui la più recente in uso dalla categoria fin dalla stagione 2007, quando il Gran Premio tornò a far parte del calendario del campionato mondiale di Formula 1, pista utilizzata per la prima volta nell'edizione inaugurale del 1950, è il tracciato ad aver ospitato il maggior numero di edizioni della gara ed è quello più lungo presente nel calendario. Il tracciato belga è dietro solo al circuito di Monza, sede del Gran Premio d'Italia, al circuito di Monte Carlo, sede del Gran Premio di Monaco, e al circuito di Silverstone, sede del Gran Premio di Gran Bretagna, per maggior numero di edizioni ospitate nella storia del mondiale. Il Gran Premio è stato corso anche in altre due località: il circuito di Nivelles ha ospitato la gara per due volte, nel 1972 e nel 1974, mentre il circuito di Zolder è stato sede della gara per dieci edizioni tra il 1973 e il 1984. Il Gran Premio del Belgio non è stato corso nella stagione 1957, a causa della mancanza di fondi per la gara per essere disputata, nel 1959, nel 1969, quando gli organizzatori non vollero pagare per i miglioramenti del circuito in tema di sicurezza, e i team britannici, francesi e italiani si ritirarono dall'evento, nel 1971, poiché la pista non era conforme alle specifiche di sicurezza obbligatorie imposte dalla Federazione quell'anno, nel 2003, a causa delle leggi sulla pubblicità del tabacco del Paese, e nel 2006, quando le autorità locali non furono in grado di completare importanti lavori di riparazione alla pista in tempo per la tenuta della corsa in settembre, prima di tornare in pianta stabile nel calendario della stagione a partire dal campionato successivo.
A partire da questo Gran Premio entra in vigore l'operatività della direttiva tecnica contro il saltellamento delle vetture in pieno rettilineo avanzata da parte della Federazione nei Gran Premi precedenti. Alla vigilia del Gran Premio del Canada, l'organo mondiale dell'automobilismo avvia un'indagine per studiare quanto il saltellamento delle vetture in pieno rettilineo sia pericoloso per i piloti, non solamente per la sicurezza in pista, ma anche per le ripercussioni sul fisico. I sobbalzi sono risultati particolarmente accentuati sul lungo rettilineo del circuito di Baku durante il Gran Premio d'Azerbaigian, destando più di una preoccupazione per i piloti, in particolare per quello britannico della Mercedes, Lewis Hamilton, protagonista di forti dolori alla schiena causati dal saltellamento, la cui presenza viene messa inizialmente in dubbio per la gara canadese, ma successivamente smentita dallo stesso pilota. La Federazione vuole avere un quadro completo, consultando medici specialistici e raccogliere dati da altre serie, per esempio dal rally. Viene emanata una direttiva tecnica in cui viene spiegato che nell'interesse della sicurezza è necessario intervenire per richiedere ai team di apportare le modifiche necessarie per ridurre o eliminare questo fenomeno del saltellamento. Nel dettaglio, l'organo mondiale dell'automobilismo decide di intervenire su alcuni punti, come un controllo più attento del fondo vettura e la definizione di una metrica, basata sull'accelerazione verticale della vettura, che fornisce un limite quantitativo per il livello accettabile di oscillazioni verticali. Viene inoltre preannunciato un incontro con le squadre. Nel Gran Premio canadese la Federazione si limita a raccogliere i dati nella terza sessione di prove libere del sabato, senza applicare penalità visto il poco tempo lasciato a disposizione delle squadre. Dopo i dati raccolti, alla vigilia del Gran Premio di Gran Bretagna, la Federazione rende noto alle squadre che la direttiva è attiva a partire dal Gran Premio di Francia. Essa inoltre stabilisce alcuni nuovi parametri riguardo all’usura del fondo e alla rigidità del pattino centrale che le squadre devono rispettare. Prima del Gran Premio d'Austria, viene stabilito che l’operatività della direttiva tecnica è stata spostata dal Gran Premio di Francia a questa gara, a fine agosto dopo la pausa estiva di tre settimane. Alcune squadre, comunque, minacciano azioni legali contro la Federazione riguardo al nodo degli interventi sul saltellamento delle vetture e sul fondo piatto, con le direttive tecniche introdotte per motivi di sicurezza. La votazione, non prevista dal regolamento dato che le azioni sono motivate da un’urgenza di sicurezza, avrebbe normalmente richiesto una maggioranza di otto team per essere approvata. Il Consiglio Mondiale dell'Automobilismo ridefinisce i parametri di flessibilità del fondo piatto delle vetture a partire da questa gara. Nel dettaglio, le modifiche interessano il punto 3.15.8 del regolamento tecnico, dove un'aggiunta specifica la richiesta di una rigidezza omogenea attorno ai fori di misurazione, pari ad almeno il 90% del valore più alto misurato in tale area. I vertici della Federazione dichiarano che sarebbe stato irresponsabile non tutelare i piloti di Formula 1 dalle conseguenze del porpoising non modificando le regole per il prossimo anno.
Il pilota spagnolo dell'Alpine e due volte campione del mondo della categoria con il team francese sotto la denominazione Renault nel 2005 e 2006, Fernando Alonso, firma un accordo pluriennale con la scuderia britannica Aston Martin, in sostituzione del tedesco Sebastian Vettel, il quale, alla vigilia del precedente Gran Premio d'Ungheria, ha annunciato il ritiro dalla categoria, dopo quindici stagioni. Al fianco di Alonso viene confermato l'altro pilota della scuderia inglese, il canadese Lance Stroll. L'Alpine, in sostituzione di Alonso, inizialmente ufficializza il campione di Formula 2 2021 e pilota di riserva della squadra francese, l'australiano Oscar Piastri. Successivamente, il pilota nega di aver firmato un accordo con il team francese e afferma di non correre per la squadra nella stagione successiva. L'Alpine, comunque, afferma di aver esercitato correttamente una clausola presente nel contratto del pilota australiano. La commissione per il riconoscimento dei contratti della Federazione incontra le parti interessate il giorno dopo la tenuta della gara belga per annunciare nei giorni successivi quale sarà l'accordo valido tra il pilota ed uno dei due team tra Alpine e McLaren, l'altro costruttore affiancato al futuro del pilota australiano. Il pilota thailandese della Williams, Alexander Albon, viene confermato anche per la stagione successiva, firmando un contratto pluriennale. La scuderia britannica McLaren annuncia la separazione con il pilota Daniel Ricciardo per la prossima stagione. L'australiano, in forza al team di Woking dal 2021, aveva un contratto per guidare per il team inglese anche nel 2023, ma esso è stato terminato anticipatamente di comune accordo tra le parti. Il pilota francese dell'AlphaTauri, Pierre Gasly, disputa il centesimo Gran Premio nella categoria, dopo aver debuttato con il costruttore italiano, sotto la denominazione di Toro Rosso, nel Gran Premio della Malesia 2017. L'altro pilota francese per l'Alpine, Esteban Ocon, disputa invece il centotreesimo Gran Premio, avendo debuttato in questa gara, nell'edizione del 2016, con l'ex scuderia britannica Manor.
La scuderia austriaca Red Bull Racing prolunga la partnership con Honda fino alla stagione 2025. La scuderia di Milton Keynes continua a collaborare con la casa giapponese per le prossime tre stagioni, che formalmente non è più la fornitrice delle power unit, visto che i propulsori vengono marchiati Red Bull Powertrains, in sigla RBPT. Dal 2023 il logo HRC posto sul cofano motore viene rimpiazzato da Honda, sia sulle vetture austriache che su quelle della scuderia italiana AlphaTauri, anch'essa spinta da propulsori in sigla RBPT. Il pilota britannico della Mercedes, Lewis Hamilton, diventa co-proprietario dei Denver Broncos, squadra di football americano della National Football League con sede a Denver, nel Colorado, acquistando delle quote del gruppo possedute dalla squadra. La scuderia tedesca pubblica il proprio secondo report annuale sulla sostenibilità ambientale. Secondo i dati forniti, il costruttore è riuscito a superare l'obiettivo di ridurre le proprie emissioni di CO2 del 50% entro il 2022, partendo da una base fissata nel 2018, e ha posizionato come nuovo target raggiungere le zero emissioni entro il 2030, obiettivo già posto in essere dalla stessa categoria. La Mercedes inoltre ribadisce la propria intenzione di diventare la squadra sportiva professionistica più sostenibile al mondo. Il costruttore tedesco gareggia con una livrea speciale per festeggiare i 55 anni del marchio AMG, tributando la Mercedes-Benz 300 SEL 6.8 AMG, soprannominata Red Pig, ossia la prima vettura da competizione realizzata dalla casa di Affalterbach, giunta seconda assoluta alla 24 Ore di Spa del 1971. Il Gran Premio di Las Vegas, il cui ritorno nel calendario del campionato mondiale di Formula 1 è previsto nella prossima stagione, risolve la battaglia legale con la società P2M Motorsports per i diritti di promozione del terzo Gran Premio statunitense, dopo quello di Miami e quello omonimo, terminandola con un accordo tra le parti. La gara si disputerà il 18 novembre, al sabato, per la prima volta dal Gran Premio del Sudafrica 1985. I responsabili di Liberty Media mostrano grande soddisfazione con i risultati finanziari del secondo trimestre. Grazie alle restrizioni della pandemia di COVID-19 venute meno, i ricavi sono cresciuti del 49% rispetto allo stesso periodo del 2021. Il Marina Bay Street Circuit, sede del Gran Premio di Singapore, viene annunciato come luogo utilizzabile nel prossimo capitolo della serie di videogiochi Call of Duty. L'emittente televisiva DAZN, in Spagna, presenta un documentario sulla carriera del pilota della Ferrari Carlos Sainz Jr.. La Federazione nomina Luke Skipper come nuovo direttore della comunicazione, in sostituzione di Olivier Fisch. La scuderia francese Alpine avvia uno studio per determinare se l'alimentazione ad idrogeno possa essere la direzione migliore per il futuro a lungo termine della categoria. Hantec Markets, società di trading online, diviene uno degli sponsor della scuderia statunitense Haas. Il logo compare sulle monoposto delle vetture esordendo in questa gara e sarà presente nella prossima stagione. La casa automobilistica tedesca Audi appartenente al Gruppo Volkswagen annuncia il suo ingresso in Formula 1 a partire dalla stagione 2026, come fornitrice di power unit. La casa di Ingolstadt, con 13 successi nella 24 Ore di Le Mans e in altre categorie come rally, touring cars e Formula E, deciderà entro la fine di questa stagione il costruttore a cui fornire i propulsori. Per la prima volta in oltre dieci anni un propulsore della massima categoria viene costruito in Germania. L'Alfa Romeo annuncia che la partnership con il marchio Sauber termina alla fine del prossimo campionato.
Il pilota di Formula 2 per la scuderia britannica Carlin Motorsport, e di riserva per la Red Bull Racing e l'AlphaTauri, il neozelandese Liam Lawson, prende parte alla prima sessione di prove libere del venerdì, debuttando in un weekend di gara di Formula 1, al posto del pilota titolare francese Pierre Gasly, utilizzando il numero 40. Il pilota di riserva della scuderia francese Alpine e campione di Formula 2 2021, l'australiano Oscar Piastri, non prende invece parte alla sessione, dopo che il direttore sportivo del team, Alan Permane, aveva precedentemente indicato questo appuntamento o il Gran Premio d'Italia in programma il successivo 11 settembre dove farlo debuttare in un weekend di gara della categoria. A partire da questo campionato, secondo il regolamento sportivo, tutte le dieci squadre iscritte al campionato hanno l'obbligo di schierare, durante le sessioni di prove libere, almeno due piloti giovani. Le squadre hanno un numero prestabilito di sessioni nelle quali schierare dei giovani debuttanti.
Per questo Gran Premio, la FIA designa il tedesco Niels Wittich quale direttore di gara. L'ex pilota di Formula 1 Enrique Bernoldi è nominato commissario aggiunto. Il brasiliano ha svolto in passato, in diverse occasioni, tale funzione, l'ultima al Gran Premio d'Austria. È la casa automobilistica tedesca Mercedes a fornire la safety car e la medical car.

## Prove

### Resoconto
Le due Ferrari di Carlos Sainz Jr. e Charles Leclerc hanno dominato la classifica dei tempi della prima sessione del venerdì. Lo spagnolo ha preceduto di 69 millesimi il monegasco che, a sua volta, ha fatto meglio di Max Verstappen. I primi tre sono anche i soli piloti ad aver chiuso un giro in meno di un minuto e 47 secondi. Staccato di otto decimi, dal tempo di Sainz Jr., è George Russell, quarto. Alle spalle del britannico si sono piazzati Lance Stroll e Alexander Albon, anche se la Williams presenta un forte saltellamento. La sessione è stata interrotta con bandiera rossa per la necessità di recuperare la Haas di Kevin Magnussen, rimasta ferma per un problema elettrico nella discesa dopo la Source. Peggio è andata a Valtteri Bottas che non ha potuto completare nessun giro cronometrato, per un problema tecnico alla power unit. Anche il lavoro svolto da Esteban Ocon è stato limitato, nel suo caso per un guaio alla trasmissione. La sessione, iniziata con cielo nuvoloso, di fatto si è conclusa in anticipo, per l'arrivo della pioggia.
Prima dell'inizio della seconda sessione di prove libere del venerdì, sulla vettura di Lando Norris viene installata la terza unità relativa al sistema di recupero dell'energia e all'unità di controllo elettronico. Sulla vettura di Charles Leclerc viene installata la quarta unità relativa all'unità di controllo elettronico. Norris è costretto a partire dal fondo dello schieramento, mentre Leclerc è penalizzato di cinque posizioni sulla griglia di partenza in quanto i nuovi componenti installati superano quelli utilizzabili nel numero massimo stabilito dal regolamento tecnico. Per entrambi i piloti la penalità non ha effetto pratico in quanto già costretti a partire dal fondo dello schieramento.
Verstappen si rifà nella seconda sessione quando, con un solo giro in simulazione di qualifica, con gomme soft, coglie la migliore prestazione. L'olandese si è, in seguito, concentrato sulla simulazione di gara, anche se, come nella prima sessione, l'arrivo della pioggia, nella parte finale, ha nuovamente limitato il lavoro dei piloti, che sono stati anche autori di alcuni errori di guida, quando la pioggia ha reso scivoloso il tracciato, per le monoposto con gomme da asciutto. Leclerc si è confermato in seconda posizione, ma anche la scuderia italiana ha preferito concentrare la sua attenzione sulla ricerca dell'assetto per la gara. Lando Norris è scalato terzo, davanti a Stroll, che ha confermato la sua competitività, tanto da precedere Sainz Jr. Sono risultati più staccati sia Sergio Pérez, compagno di team di Verstappen, che però non ha potuto effettuare nessun giro con gomme morbide, così come le Mercedes, anche loro con un lavoro finalizzato per la gara. Ocon, Bottas e Magnussen, penalizzati nella prima sessione di prove da problemi tecnici, hanno potuto girare regolarmente nella seconda, pur non avendo del tutto superato i dubbi di affidabilità.
Durante le prime due sessioni di prove libere del venerdì, Alexander Albon utilizza l'assemblaggio di una trasmissione al di fuori dell'allocazione prevista secondo il regolamento tecnico. Il pilota thailandese della Williams non è penalizzato sulla griglia di partenza in quanto tale operazione rientra tra quelle effettuabili nel numero massimo consentito dal regolamento tecnico.
Al termine della seconda sessione di prove libere del venerdì, Max Verstappen viene convocato dai commissari sportivi per non aver rispettato le procedure stabilite dalla direzione gara durante una prova di partenza all'uscita della corsia dei box. Verstappen riceve un avvertimento.
Nella notte tra il venerdì e il sabato, la Haas utilizza il secondo dei due coprifuochi concessi durante la stagione per effettuare le operazioni sulle proprie vetture. La squadra non riceve sanzioni.
Prima dell'inizio della terza sessione di prove libere del sabato, la terza scatola del cambio e la terza trasmissione viene installata sulla vettura di Alexander Albon. Il pilota thailandese della Williams non è penalizzato sulla griglia di partenza in quanto i nuovi componenti rientrano tra quelli utilizzabili nel numero massimo stabilito dal regolamento tecnico.
La quinta scatola del cambio e la quinta trasmissione viene installata sulla vettura di Zhou Guanyu. Il pilota cinese dell'Alfa Romeo è penalizzato di dieci posizioni sulla griglia di partenza. Sulla vettura di Carlos Sainz Jr. viene installata la sesta unità relativa all'impianto di scarico. Il pilota spagnolo della Ferrari non è penalizzato sulla griglia di partenza in quanto il nuovo componente rientra tra quelli utilizzabili nel numero massimo stabilito dal regolamento tecnico.
Leclerc è costretto a partire dal fondo dello schieramento in quanto ha accumulato più di 15 posizioni di penalità. Sulla sua vettura viene installata la quinta unità relativa al motore a combustione interna, al turbocompressore e all'MGU-H, e la nona unità relativa all'impianto di scarico. Il pilota monegasco della Ferrari è costretto a partire dal fondo dello schieramento in quanto i nuovi componenti installati superano quelli utilizzabili nel numero massimo stabilito dal regolamento tecnico. La penalità non ha effetto pratico in quanto già costretto a partire dal fondo dello schieramento. Sulla vettura di Zhou viene installata la quarta unità relativa al motore a combustione interna, al turbocompressore e all'MGU-H, la terza unità relativa all'unità di controllo di elettronico e la quinta unità relativa all'impianto di scarico. Il pilota cinese dell'Alfa Romeo è costretto a partire dal fondo dello schieramento in quanto i primi quattro nuovi componenti installati superano quelli utilizzabili nel numero massimo stabilito dal regolamento tecnico. Sulla vettura di Mick Schumacher viene installata la quarta unità relativa al motore a combustione interna, al turbocompressore, all'MGU-H e all'MGU-K, e la sesta unità relativa all'impianto di scarico. Il pilota tedesco della Haas è costretto a partire dal fondo dello schieramento in quanto i primi quattro nuovi componenti installati superano quelli utilizzabili nel numero massimo stabilito dal regolamento tecnico. La penalità non ha effetto pratico in quanto già costretto a partire dal fondo dello schieramento. Sulla vettura di Max Verstappen viene installata la terza unità relativa al sistema di recupero dell'energia e all'unità di controllo elettronico. Il pilota olandese della Red Bull Racing è costretto a partire dal fondo dello schieramento in quanto i nuovi componenti installati superano quelli utilizzabili nel numero massimo stabilito dal regolamento tecnico. La penalità non ha effetto pratico in quanto già costretto a partire dal fondo dello schieramento.
La sessione del sabato vede come pilota più veloce Pérez, che nell'ultimo tentativo riesce a fare meglio del suo compagno di scuderia Verstappen. Il messicano ha colto il tempo con gomme soft, battendo di 137 millesimi il campione del mondo. Le basse temperature favoriscono le Red Bull Racing rispetto alle Ferrari, che hanno una maggiore difficoltà a mandare in temperatura gli pneumatici. Sainz Jr. ha comunque concluso con il terzo tempo, a quasi otto decimi dal tempo di Pérez, mentre è risultato molto più staccato Leclerc, che è stato autore di un'uscita di pista, con la vettura che ha anche colpito le barriere. L'incidente del monegasco ha provocato anche una breve interruzione della sessione. Tra i due ferraristi si sono classificati Norris, Alonso e Russell.

### Risultati
Nella prima sessione del venerdì si è avuta questa situazione:
| Pos | Nº | Pilota           | Costruttore          | Tempo    | Gap    | Giri |
| --- | -- | ---------------- | -------------------- | -------- | ------ | ---- |
| 1   | 55 | Carlos Sainz Jr. | Ferrari              | 1'46"538 |        | 16   |
| 2   | 16 | Charles Leclerc  | Ferrari              | 1'46"607 | +0"069 | 16   |
| 3   | 1  | Max Verstappen   | Red Bull Racing-RBPT | 1'46"755 | +0"217 | 10   |

Nella seconda sessione del venerdì si è avuta questa situazione:
| Pos | Nº | Pilota          | Costruttore          | Tempo    | Gap    | Giri |
| --- | -- | --------------- | -------------------- | -------- | ------ | ---- |
| 1   | 1  | Max Verstappen  | Red Bull Racing-RBPT | 1'45"507 |        | 20   |
| 2   | 16 | Charles Leclerc | Ferrari              | 1'46"369 | +0"862 | 21   |
| 3   | 4  | Lando Norris    | McLaren-Mercedes     | 1'46"589 | +1"082 | 17   |

Nella sessione del sabato mattina si è avuta questa situazione:
| Pos | Nº | Pilota           | Costruttore          | Tempo    | Gap    | Giri |
| --- | -- | ---------------- | -------------------- | -------- | ------ | ---- |
| 1   | 11 | Sergio Pérez     | Red Bull Racing-RBPT | 1'45"047 |        | 19   |
| 2   | 1  | Max Verstappen   | Red Bull Racing-RBPT | 1'45"184 | +0"137 | 19   |
| 3   | 55 | Carlos Sainz Jr. | Ferrari              | 1'45"824 | +0"777 | 13   |

## Qualifiche

### Resoconto
La sessione di qualifica inizia con 25 minuti di ritardo, per la necessità di sistemare le barriere, danneggiate a seguito di un incidente avvenuto nella gara di contorno della Porsche Supercup.
Mick Schumacher fa segnare il tempo di riferimento, che viene battuto agevolmente dal duo della Mercedes. In seguito è Sergio Pérez che prende la vetta con 1'45"377. Leclerc è secondo, mentre è Carlos Sainz Jr. capace di battere il messicano: 1'45"050. Il tempo dello spagnolo è battuto, poco dopo, da Max Verstappen, che scende abbondantemente sotto il minuto e 45 secondi. I due piloti dell'Alpine, Esteban Ocon e Fernando Alonso, si prendono il quinto e sesto tempo, davanti a Gasly e Daniel Ricciardo. Rientrano in pista i piloti della Mercedes, ma senza segnare tempi che possano dare loro la certezza della qualificazione in Q2. Russell è decimo e precede Hamilton. Anche loro sono costretti a riprendere la pista, quando mancano tre minuti al termine della prima fase. Solo Ferrari e Red Bull Racing optano per fare restare ai box i piloti. Nicholas Latifi rimonta tredicesimo, mentre Lance Stroll è decimo. Poco dopo Schumacher strappa il tredicesimo tempo, mentre Zhou Guanyu sale settimo. L'altro pilota dell'Alfa Romeo, Bottas, non chiude il giro. Vettel risale quindicesimo, mentre Norris sale quinto, davanti a Ricciardo e le due Alpine. L'australiano vede cancellato il suo tempo, per aver superato i limiti della pista alla curva 9. Anche Hamilton migliora, quinto, battuto in seguito da Russell e Albon. Sono eliminati Vettel, battuto per soli due millesimi da Schumacher, Latifi, Kevin Magnussen, Yuki Tsunoda, complice un errore all'ultima staccata, e Bottas.
All'inizio della seconda fase, complici le varie penalizzazioni, è già noto l'elenco dei dieci piloti che completeranno le prime cinque file dello schieramento. Con 1'46"622 Lewis Hamilton fissa il primo tempo della Q2, migliorato in 1’46"284 da Russell. Verstappen è ancora rapidissimo, e chiude il suo primo giro in 1'44"723, mentre Sainz Jr. si ferma a sette decimi, pur aiutato, con la scia, da Leclerc, sul rettilineo del Kemmel. Pérez si avvicina a un decimo da Verstappen, anche se il messicano ha usato un set di gomme nuove, a differenza dell'olandese, che impiega ancora un set gomme già usate. Norris è quarto, precedendo Alonso. Nel suo giro di rientro Sainz Jr. concede la scia a Leclerc, che però commette un piccolo errore, sempre nella curva nella quale era uscito al mattino. Il ferrarista si lamenta, alla radio, per il saltellamento della sua vettura. Nel frattempo Ocon si issa al quarto posto. Nella parte finale della sessione tutti i piloti, ad eccezione del duo della Red Bull Racing, rientrano in pista. Alonso sale quinto, subito alle spalle di Ocon, mentre Pierre Gasly coglie l'ottavo tempo. Zhou è nono, Stroll si piazza undicesimo, mentre Daniel Ricciardo prende l'ottava posizione a Gasly. Leclerc acciuffa il miglior tempo di Q2 (1'44"551), con Hamilton che rimonta quinto, davanti a Russell. Alexander Albon strappa il decimo tempo, eliminando così Ricciardo. Non accedono alla fase finale, oltre al pilota della McLaren, anche Gasly, Zhou, Stroll e Schumacher.
In Q3 Albon è il primo a uscire dai box. Il pilota della Williams chiude con 1'46"369, facilmente battuto da Pérez (1'44"462). Verstappen è ancora capace di fare meglio del suo compagno di team, in 1'43"665. Tra i due s'intercala Sainz Jr., nuovamente agevolato dalla scia di Leclerc. Il monegasco viene mandato in pista con un set di gomme nuove, a differenza di quanto programmato. La strategia della scia tra compagni di team non viene, invece, seguita dalla Red Bull Racing. Ocon si pone in terza posizione, davanti a Norris e Russell. Leclerc, che viene invitato dalla scuderia a cercare il tempo anche con un set di gomme sbagliate, sale quarto, battendo Ocon. Albon è sesto. Il thailandese è battuto da Fernando Alonso e da Ocon. Hamilton, dal suo canto, non è capace di battere le prestazioni dei piloti dell'Alpine. Con l'ultimo tentativo né Sainz Jr. né Pérez si migliorano.
Per via della sostituzione di diverse componenti della power unit e della sostituzione della trasmissione, Max Verstappen, il più veloce anche nell'edizione 2021 del Gran Premio durante la Q3, viene retrocesso in griglia di partenza. Il pilota olandese della Red Bull Racing perse in precedenza la pole position a causa di una penalità durante il Gran Premio del Messico 2019, dove fu retrocesso per aver ignorato le bandiere gialle nell'ultima fase, consegnando la prima piazzola a Leclerc. Sainz Jr., il secondo più veloce, conquista quindi la partenza al palo, la seconda in carriera, dopo quella ottenuta nel Gran Premio di Gran Bretagna. Per la Ferrari, che non aveva raggiunto la fase decisiva delle qualifiche nelle due precedenti edizioni della gara, è l'undicesima partenza in prima posizione nel Gran Premio del Belgio, record adesso condiviso con la McLaren. La scuderia di Maranello torna a partire davanti a tutti nella gara belga per la prima volta dall'edizione del 2019 con Leclerc. Il pilota autore della pole position ha vinto sei delle ultime sette corse disputate su questo tracciato. Pérez, secondo, parte per la quarta volta in carriera in prima fila, batte il record messicano detenuto da Pedro Rodríguez dal campionato 1971, e stabilisce la centocinquantesima partenza in prima fila nella categoria per la Red Bull Racing. Alonso, terzo, parte nelle prime tre posizioni per la seconda volta in stagione, dopo la seconda posizione conquistata nel Gran Premio del Canada. Per lo spagnolo è la prima partenza nei primi tre posti sul circuito belga a distanza di 15 anni, dopo essersi qualificato terzo con la McLaren nell'edizione del 2007. Hamilton, quarto, pareggia il confronto con il compagno di scuderia Russell in qualifica, ora entrambi a sette. Per il britannico, ancora non partente nelle prime tre posizioni in stagione, è la terza partenza dell'anno nei primi quattro posti. Russell, quinto, ha terminato tutte le corse del campionato nei primi cinque posti tranne nel Gran Premio di Gran Bretagna, ritirato a causa di una collisione alla partenza. Albon, sesto, e per la prima volta in stagione in Q3, rappresenta per la Williams la più alta posizione di qualifica dal terzo posto conquistato da Russell nel Gran Premio di Russia 2021. Ricciardo, eliminato nel Q2, parte settimo grazie alla penalizzazione di altri piloti, la posizione più alta dal sesto posto conquistato durante la Sprint nel Gran Premio dell'Emilia-Romagna. Vettel, eliminato in Q1 ma decimo grazie alla penalizzazione di altri piloti, viene eliminato in questa fase per 0"002, per la quinta volta nelle ultime sei gare, mentre per Magnussen, anch'esso eliminato nella prima fase, ma dodicesimo grazie alle penalità occorse ad altri piloti, è stata la quinta eliminazione in Q1 della stagione. Verstappen, partente quattordicesimo a causa della penalità, ha conquistato quattro podi dopo essere partito dalla decima posizione in giù in carriera, occorrenza verificatasi dopo essere partito rispettivamente sedicesimo, diciottesimo, ventesimo e quindicesimo. Per Leclerc, sulla griglia quindicesimo a causa della penalità, è una posizione davanti rispetto a quella più bassa appannaggio della vittoria sul circuito di Spa-Francorchamps, la sedicesima, da dove Michael Schumacher vinse nell'edizione del 1995, prima che il monegasco fosse nato. Per il pilota della Ferrari la posizione più bassa di partenza dopo aver ottenuto il podio fu il settimo posto nel Gran Premio d'Austria 2020. Bottas, eliminato in Q1 per la prima volta dal Gran Premio di Monaco 2015 con la Williams, termina una striscia di 148 Gran Premi in cui accede alla Q2.
Sono stati cancellati due tempi dai commissari sportivi ai piloti per non aver rispettato i limiti della pista, durante le qualifiche. Si sono visti cancellare il tempo Daniel Ricciardo alla curva 9 e Yuki Tsunoda alla curva 18.

### Risultati
Nella sessione di qualifica si è avuta questa situazione:
| Pos                         | Nº | Pilota           | Costruttore                  | Q1       | Q2       | Q3       | Griglia |
| --------------------------- | -- | ---------------- | ---------------------------- | -------- | -------- | -------- | ------- |
| 1                           | 1  | Max Verstappen   | Red Bull Racing-RBPT         | 1'44"581 | 1'44"723 | 1'43"665 | 14      |
| 2                           | 55 | Carlos Sainz Jr. | Ferrari                      | 1'45"050 | 1'45"418 | 1'44"297 | 1       |
| 3                           | 11 | Sergio Pérez     | Red Bull Racing-RBPT         | 1'45"377 | 1'44"794 | 1'44"462 | 2       |
| 4                           | 16 | Charles Leclerc  | Ferrari                      | 1'45"572 | 1'44"551 | 1'44"553 | 15      |
| 5                           | 31 | Esteban Ocon     | Alpine-Renault               | 1'46"039 | 1'45"475 | 1'45"180 | 16      |
| 6                           | 14 | Fernando Alonso  | Alpine-Renault               | 1'46"075 | 1'45"552 | 1'45"368 | 3       |
| 7                           | 44 | Lewis Hamilton   | Mercedes                     | 1'45"736 | 1'45"420 | 1'45"503 | 4       |
| 8                           | 63 | George Russell   | Mercedes                     | 1'45"650 | 1'45"461 | 1'45"776 | 5       |
| 9                           | 23 | Alexander Albon  | Williams-Mercedes            | 1'45"672 | 1'45"675 | 1'45"837 | 6       |
| 10                          | 4  | Lando Norris     | McLaren-Mercedes             | 1'45"745 | 1'45"603 | 1'46"178 | 17      |
| 11                          | 3  | Daniel Ricciardo | McLaren-Mercedes             | 1'46"212 | 1'45"767 | N.D.     | 7       |
| 12                          | 10 | Pierre Gasly     | AlphaTauri-RBPT              | 1'46"183 | 1'45"827 | N.D.     | 8       |
| 13                          | 24 | Zhou Guanyu      | Alfa Romeo-Ferrari           | 1'46"178 | 1'46"085 | N.D.     | 18      |
| 14                          | 18 | Lance Stroll     | Aston Martin Aramco-Mercedes | 1'46"256 | 1'46"611 | N.D.     | 9       |
| 15                          | 47 | Mick Schumacher  | Haas-Ferrari                 | 1'46"342 | 1'47"718 | N.D.     | 19      |
| 16                          | 5  | Sebastian Vettel | Aston Martin Aramco-Mercedes | 1'46"344 | N.D.     | N.D.     | 10      |
| 17                          | 6  | Nicholas Latifi  | Williams-Mercedes            | 1'46"401 | N.D.     | N.D.     | 11      |
| 18                          | 20 | Kevin Magnussen  | Haas-Ferrari                 | 1'46"557 | N.D.     | N.D.     | 12      |
| 19                          | 22 | Yuki Tsunoda     | AlphaTauri-RBPT              | 1'46"692 | N.D.     | N.D.     | PL      |
| 20                          | 77 | Valtteri Bottas  | Alfa Romeo-Ferrari           | 1'47"866 | N.D.     | N.D.     | 13      |
| Tempo limite 107%: 1'51"901 |    |                  |                              |          |          |          |         |

In grassetto sono indicate le migliori prestazioni in Q1, Q2 e Q3.

## Gara

### Resoconto
Prima della gara, sulla vettura di Yuki Tsunoda viene installata la quinta unità relativa al motore a combustione interna, al turbocompressore, all'MGU-H e all'MGU-K, e la sesta unità relativa all'impianto di scarico. Il pilota giapponese dell'AlphaTauri è costretto a partire dal fondo dello schieramento in quanto i nuovi componenti installati superano quelli utilizzabili nel numero massimo stabilito dal regolamento tecnico. I nuovi componenti della power unit sono stati sostituiti mentre la vettura era sotto il regime di parco chiuso senza l'autorizzazione del delegato tecnico della Federazione. Tsunoda è costretto a partire dalla pit lane. Il costruttore italiano è stato multato di 600 euro da parte della Federazione in quanto Pierre Gasly ha superato il limite di velocità stabilito nella corsia dei box durante i giri di ricognizione prima di schierarsi sulla griglia di partenza.
Sulla griglia di partenza, anche sulla vettura di Pierre Gasly si verifica un problema tecnico, che costringe il pilota francese a partire dai box. La sua piazzola rimane vuota. Sainz Jr., Bottas, Verstappen e Leclerc partono con gomme soft, mentre gli altri piloti optano per le medie. Tsunoda, che parte dai box, utilizza le dure.
Carlos Sainz Jr. tiene comodamente la vetta della gara alla partenza, stante anche l'avvio infelice di Sergio Pérez passato subito dalle due Mercedes e da Fernando Alonso. Arrivati alla staccata de Le Combes, la Mercedes di Lewis Hamilton urta la ruota anteriore sinistra di Alonso. La monoposto tedesca perde direzionalità, e termina nella ghiaia, costringendo al ritiro il britannico. Poco dopo, sempre nello stesso punto, Nicholas Latifi perde il controllo della sua Williams. Valtteri Bottas cerca di evitare il contatto, ma finisce fuori pista nella ghiaia, ritirandosi. La direzione di gara invia in pista la safety car.
Alla ripartenza della gara la classifica vede sempre al comando Sainz Jr., seguito da Pérez, Russell, Alonso, Sebastian Vettel, Ricciardo e Verstappen, già in zona punti, pur essendo partito quattordicesimo. Nei quattro giri successivi il campione del mondo passa i quattro piloti che lo precedono, installandosi al terzo posto. Già all'undicesimo giro Verstappen attacca, senza successo, Pérez. Il giro dopo si ferma Sainz Jr., per il cambio gomme. Poco dopo Verstappen passa il compagno di scuderia, portandosi al comando della gara. Vanno ai box, al tredicesimo giro, anche Ricciardo e Ocon. Sainz Jr. rientra in gara quinto, dietro Vettel, che però resiste, solo un giro, al ritorno dello spagnolo. Russell e Norris si fermano al quattordicesimo passaggio. Il giro dopo tocca a Pérez, che resta sulle medie. Il messicano rientra in gara proprio davanti a Leclerc, che però non ha lo spunto sufficiente per superarlo. Verstappen cede il comando del Gran Premio al sedicesimo giro, quando entra ai box per il pit stop. L'olandese resta sulle soft. Nello stesso giro Leclerc, già in crisi con gli pneumatici, cede la posizione a Russell. La gara vede al comando Sainz Jr., davanti a Verstappen, Pérez, Russell, Leclerc e Alonso.
Dopo due soli giri Verstappen raggiunge Sainz Jr., per passarlo senza problemi sul rettilineo del Kemmel. Al ventitreesimo giro lo spagnolo della Ferrari cede anche a Pérez. Nel frattempo Verstappen ha portato il margine sul compagno di scuderia a oltre otto secondi. Al ventiseiesimo giro effettuano, una dopo l'altra, la seconda sosta entrambe le Ferrari; Sainz Jr. prosegue con le dure, Leclerc con le medie. Si ferma anche Alonso. Due giri dopo passa alle hard anche Pérez. Il messicano cede la posizione a Russell, recuperandola dopo un giro, dopo che il britannico è passato ai box. Leclerc passa Ocon, per la sesta posizione, e in seguito Vettel. Al trentunesimo giro Verstappen, alla seconda sosta, passa alle medie. L'olandese guida sempre con oltre 12 secondi su Pérez, 21 su Sainz Jr. e 25 su Russell. Al trentaseiesimo giro, sul rettilineo Kemmel, Gasly prende la scia a Vettel e Ocon, i tre si trovano sulla stessa linea, col pilota dell'AlphaTauri che passa davanti. Poco dopo il tedesco è capace di recuperare la posizione. Negli ultimi giri George Russell si avvicina a Sainz Jr., che però al ritmo per tenere a bada il britannico. Al penultimo giro Leclerc va ai box, per montare gomme nuove, e tentare l'assalto al giro veloce. Il monegasco rientra in pista alle spalle di Alonso, riuscendo però a risuperarlo, prima dell'arrivo, senza però ottenere la prestazione migliore del Gran Premio. Penalizzato per eccesso di velocità nella corsia dei box, Leclerc si troverà, a fine gara, declassato, alle spalle dello spagnolo al sesto posto. Verstappen vince la corsa davanti al compagno di scuderia Pérez e Sainz Jr..
Max Verstappen vince il ventinovesimo Gran Premio in carriera, la nona vittoria stagionale e la terza consecutiva, ad una sola vittoria dalle dieci ottenute durante la precedente stagione, con il ventesimo giro più veloce conquistato. Il campione del mondo bissa il successo ottenuto nell'edizione precedente e per la prima volta dalla stagione 2007 il Gran Premio del Belgio è vinto dallo stesso pilota per due edizioni consecutive. Dopo aver vinto il precedente Gran Premio d'Ungheria partendo decimo, il leader della classifica piloti si ripete partendo da una posizione peggiore, la quattordicesima. Verstappen conquista per la quinta volta in carriera il podio dopo essere partito dalla decima posizione in giù, occorrenza verificatasi nelle quattro precedenti occasioni dopo essere partito rispettivamente sedicesimo, diciottesimo, ventesimo e decimo. Per il secondo Gran Premio consecutivo del campionato, l'olandese della Red Bull Racing vince partendo dalla decima posizione in giù, divenendo solamente il secondo pilota a vincere due gare consecutive partendo fuori dalle prime nove posizioni, e il quindicesimo pilota nella storia del mondiale a vincere una corsa partendo dalla quattordicesima posizione o peggio. Verstappen non aveva mai condotto un giro con bandiera verde sul circuito di Spa-Francorchamps fino a questa gara, dove partendo quattordicesimo ha condotto la gara prima della fine del dodicesimo giro. Era solamente accaduto una volta nella storia della categoria che due corse consecutive erano state vinte da un pilota partendo dalla decima posizione in giù, tra l'ultimo Gran Premio della stagione 1959, quello degli Stati Uniti d'America, ed il primo del campionato 1960, quello d'Argentina, entrambi vinti dal neozelandese Bruce McLaren. Per la Red Bull Racing è la decima vittoria del campionato, l'ottantacinquesima in totale, la quarta doppietta dell'anno, eguagliando quelle delle stagioni 2009, 2010 e 2013, la ventunesima della propria storia, e il quinto successo complessivo nella gara belga, confermandosi vittoriosa per la seconda edizione consecutiva della gara con i motori sotto una diversa denominazione, Red Bull Powertrains, in sigla RBPT, dopo la vittoria dell'anno precedente spinta da motori Honda. Il costruttore di Milton Keynes, vincitore dalla posizione più bassa in griglia di partenza nella propria storia, e per la prima volta vincente partendo fuori dai primi dieci, aveva vinto solo una gara dal suo debutto nella categoria nella stagione 2005 fuori dalle prime sei posizioni prima del precedente Gran Premio d'Ungheria, nel Gran Premio d'Azerbaigian 2017 con Ricciardo partito decimo, ripetendo il successo per due gare di seguito partendo da una posizione peggiore. Pérez, secondo, non aveva mai terminato nelle prime quattro posizioni sul circuito belga. Per il messicano è stata la settima volta in stagione a concludere nelle prime due posizioni, dopo aver terminato nei due gradini più alti per cinque volte in carriera prima di questo campionato. Per Sainz Jr., terzo, è il settimo podio dell'anno, due in più rispetto al compagno di scuderia Leclerc. Lo spagnolo aveva completato solo due giri negli ultimi tre Gran Premi del Belgio, e prima di questa gara non era mai arrivato al di sopra della decima posizione. Il pilota della Ferrari supera in classifica piloti quello della Mercedes Russell, posizionandosi al quarto posto. Il britannico, quarto, termina due posizioni indietro rispetto al secondo posto conquistato nell'edizione precedente con la Williams. Il britannico ha terminato nei primi cinque posti in tutte le gare della stagione, tranne al Gran Premio di Gran Bretagna, ritirato al primo giro a causa di un incidente. La quinta posizione di Alonso eguaglia il miglior risultato stagionale dell'Alpine, appannaggio due volte dello spagnolo e una volta del compagno di scuderia Ocon. Nonostante il contatto durante il corso del primo giro con Hamilton, per Alonso è stato il nono arrivo a punti consecutivo dell'anno, al miglior risultato sulla pista belga dal secondo posto con la Ferrari ottenuto durante l'edizione 2013. Leclerc, sesto, ha conquistato solamente un podio nelle ultime nove gare, ossia la vittoria ottenuta nel Gran Premio d'Austria. Ocon termina settimo nel giorno del suo sesto anniversario dal debutto in Formula 1 durante il Gran Premio del 2016 con l'ex scuderia britannica Manor. Per l'Aston Martin l'ottava posizione di Vettel è il miglior risultato dal sesto posto proprio del tedesco ottenuto nel Gran Premio d'Azerbaigian. Al suo centesimo Gran Premio nella categoria, Gasly, nono, termina una striscia di cinque gare in cui non conquista punti, mentre Albon, decimo, ottiene punti per la terza volta in stagione. Hamilton, al primo ritiro in stagione e per la prima volta dal Gran Premio d'Italia 2021, abbandona la gara nel corso del primo giro solamente per la quinta volta nelle 302 gare disputate nella categoria. Per il britannico è stato il terzo ritiro al primo giro sul circuito belga dopo le edizioni del 2009 e del 2012. Il vincitore Verstappen conduce la classifica piloti con il margine più alto mai ottenuto sul secondo, il suo compagno di squadra Pérez, distante 93 punti, il quale supera Leclerc in graduatoria, ora al terzo posto generale. Per la Red Bull Racing il precedente miglior risultato partendo fuori dalle prime cinque file sulla griglia di partenza fu appannaggio proprio di Verstappen, il quale ottenne due secondi posti rispettivamente nel Gran Premio degli Stati Uniti d'America 2018, partito diciottesimo, e nel Gran Premio di Russia 2021, partito ventesimo. Il Gran Premio è vinto dal campione del mondo Verstappen partito quattordicesimo, la seconda posizione più bassa da cui è stato vinto, dopo Michael Schumacher nell'edizione del 1995, partito sedicesimo.
Sono stati cancellati cinque tempi dai commissari sportivi ai piloti per non aver rispettato i limiti della pista, durante la gara. Si sono visti cancellare il tempo Nicholas Latifi, Pierre Gasly, Alexander Albon, Mick Schumacher e Sebastian Vettel, tutti alla curva 4.

### Risultati
I risultati del Gran Premio sono i seguenti:
| Pos | Nº | Pilota           | Costruttore                  | Giri | Tempo/Ritiro             | Griglia | Punti |
| --- | -- | ---------------- | ---------------------------- | ---- | ------------------------ | ------- | ----- |
| 1   | 1  | Max Verstappen   | Red Bull Racing-RBPT         | 44   | 1h25'52"894              | 14      | 26    |
| 2   | 11 | Sergio Pérez     | Red Bull Racing-RBPT         | 44   | +17"841                  | 2       | 18    |
| 3   | 55 | Carlos Sainz Jr. | Ferrari                      | 44   | +26"886                  | 1       | 15    |
| 4   | 63 | George Russell   | Mercedes                     | 44   | +29"140                  | 5       | 12    |
| 5   | 14 | Fernando Alonso  | Alpine-Renault               | 44   | +1'13"256                | 3       | 10    |
| 6   | 16 | Charles Leclerc  | Ferrari                      | 44   | +1'14"936                | 15      | 8     |
| 7   | 31 | Esteban Ocon     | Alpine-Renault               | 44   | +1'15"640                | 16      | 6     |
| 8   | 5  | Sebastian Vettel | Aston Martin Aramco-Mercedes | 44   | +1'18"107                | 10      | 4     |
| 9   | 10 | Pierre Gasly     | AlphaTauri-RBPT              | 44   | +1'32"181                | PL      | 2     |
| 10  | 23 | Alexander Albon  | Williams-Mercedes            | 44   | +1'41"900                | 6       | 1     |
| 11  | 18 | Lance Stroll     | Aston Martin Aramco-Mercedes | 44   | +1'43"078                | 9       |       |
| 12  | 4  | Lando Norris     | McLaren-Mercedes             | 44   | +1'44"739                | 17      |       |
| 13  | 22 | Yuki Tsunoda     | AlphaTauri-RBPT              | 44   | +1'45"217                | PL      |       |
| 14  | 24 | Zhou Guanyu      | Alfa Romeo-Ferrari           | 44   | +1'46"252                | 18      |       |
| 15  | 3  | Daniel Ricciardo | McLaren-Mercedes             | 44   | +1'47"163                | 7       |       |
| 16  | 20 | Kevin Magnussen  | Haas-Ferrari                 | 43   | +1 giro                  | 12      |       |
| 17  | 47 | Mick Schumacher  | Haas-Ferrari                 | 43   | +1 giro                  | 19      |       |
| 18  | 6  | Nicholas Latifi  | Williams-Mercedes            | 43   | +1 giro                  | 11      |       |
| Rit | 77 | Valtteri Bottas  | Alfa Romeo-Ferrari           | 1    | Incidente                | 13      |       |
| Rit | 44 | Lewis Hamilton   | Mercedes                     | 0    | Collisione con F. Alonso | 4       |       |

Max Verstappen riceve un punto addizionale per aver segnato il giro più veloce della gara.

## Classifiche mondiali

### Piloti
| Pos | Pilota           | Punti |
| --- | ---------------- | ----- |
| 1   | Max Verstappen   | 284   |
| 2   | Sergio Pérez     | 191   |
| 3   | Charles Leclerc  | 186   |
| 4   | Carlos Sainz Jr. | 171   |
| 5   | George Russell   | 170   |
| 6   | Lewis Hamilton   | 146   |
| 7   | Lando Norris     | 76    |
| 8   | Esteban Ocon     | 64    |
| 9   | Fernando Alonso  | 51    |
| 10  | Valtteri Bottas  | 46    |
| 11  | Kevin Magnussen  | 22    |
| 12  | Sebastian Vettel | 20    |
| 13  | Daniel Ricciardo | 19    |
| 14  | Pierre Gasly     | 18    |
| 15  | Mick Schumacher  | 12    |
| 16  | Yuki Tsunoda     | 11    |
| 17  | Zhou Guanyu      | 5     |
| 18  | Alexander Albon  | 4     |
| 19  | Lance Stroll     | 4     |

### Costruttori
| Pos | Costruttore                  | Punti |
| --- | ---------------------------- | ----- |
| 1   | Red Bull Racing-RBPT         | 475   |
| 2   | Ferrari                      | 357   |
| 3   | Mercedes                     | 316   |
| 4   | Alpine-Renault               | 115   |
| 5   | McLaren-Mercedes             | 95    |
| 6   | Alfa Romeo-Ferrari           | 51    |
| 7   | Haas-Ferrari                 | 34    |
| 8   | AlphaTauri-RBPT              | 29    |
| 9   | Aston Martin Aramco-Mercedes | 24    |
| 10  | Williams-Mercedes            | 4     |

## Decisioni della FIA
Il pilota britannico della Mercedes, Lewis Hamilton, non riceve sanzioni a seguito dell'incidente nel corso del primo giro con il pilota spagnolo dell'Alpine Fernando Alonso alla curva 5. Hamilton riceve un avvertimento da parte della Federazione per non essersi presentato al centro medico del circuito dopo la collisione nello stesso incidente.